# Rosalie Prudent
Pour les articles homonymes, voir Prudent (homonymie).
Rosalie Prudent est une nouvelle de Guy de Maupassant, parue en 1886. Il s'agit d'une domestique qui raconte devant un tribunal pourquoi elle a tué ses enfants.

## Historique
Rosalie Prudent est une nouvelle initialement publiée dans le quotidien Gil Blas du 2 mars 1886, puis dans le recueil  La Petite Roque.

## Résumé
Rosalie Prudent, bonne chez les époux Varambot, tombe enceinte de leur neveu. Financièrement, elle ne peut pas assumer deux enfants. Le soir où elle met au monde des jumeaux, elle prend la décision de les tuer pour pouvoir survivre. Elle est jugée pour cela.

## Situation d'énonciation
Le narrateur est extérieur à l'histoire. « il y avait vraiment dans cette affaire un mystère que ni les jurés, ni le président, ni le procureur de la république lui-même ne parvenaient à comprendre ».
À la fin, le récit est enchâssé car c'est Rosalie qui parle devant le tribunal et donc à la première personne .
Cette nouvelle est donc un récit encadré avec récit enchâssé à l'intérieur du récit cadre .

### Structure narrative et étude des rythmes
L'histoire, du point de vue du récit cadre, dure quelques heures contrairement au récit enchâssé qui lui dure quelques mois car le récit enchâssé est composé principalement d'une analepse. 

## Thèmes et registres

### Critique des riches
Maupassant fait la critique des riches de la fin du XIXe siècle qui utilisent leurs domestiques avant de les abandonner : le neveu des Varambot a couché avec Rosalie et part trois semaines après, l'abandonnant avant qu’elle ne découvre qu’elle est désormais enceinte de lui.

### Pitié pour Rosalie Prudent
Maupassant suscite de la pitié pour la domestique. Elle est abandonnée à son sort avec deux enfants sur le dos alors qu'elle a un bas salaire. Elle est alors obligée de tuer ses enfants pour pouvoir survivre.

## Éditions
- Gil Blas, 1886
- La Petite Roque, recueil paru en 1886 chez l'éditeur Victor Havard.
- Maupassant, Contes et Nouvelles, tome II, texte établi et annoté par Louis Forestier, éditions Gallimard, Bibliothèque de la Pléiade, 1979.

## Lire
Lien vers la version de  Rosalie Prudent dans le recueil La Petite Roque 